# Йон Адріан Заре
Йон Адріан Заре (рум. Ion Adrian Zare, 11 травня 1959, Орадя — 23 лютого 2022, Орадя) — румунський футболіст, що грав на позиції захисника.
Виступав, зокрема, за клуб «Біхор», а також національну збірну Румунії.
Володар Кубка Румунії.

## Клубна кар'єра
У дорослому футболі дебютував 1977 року виступами за команду «Біхор», у якій провів сім сезонів, взявши участь у 118 матчах чемпіонату. 
Згодом з 1984 по 1993 рік грав у складі команд «Динамо» (Бухарест), «Вікторія» (Бухарест), «Фарул» та «Шіофок».
Завершив ігрову кар'єру у команді «Печ», за яку виступав протягом 1993—1994 років.

## Виступи за збірну
У 1984 році дебютував в офіційних матчах у складі національної збірної Румунії.
У складі збірної був учасником чемпіонату Європи 1984 року у Франції.
Загалом протягом кар'єри в національній команді, яка тривала 4 роки, провів у її формі 7 матчів.
Помер 23 лютого 2022 року на 63-му році життя у місті Орадя.

## Титули і досягнення
- Володар Кубка Румунії (1):

«Динамо» (Бухарест): 1985-1986